# Дженифър Грейсън
Дженифър Грейсън (на английски: Jennifer Gracen) е американска писателка на произведения в жанра любовен роман.

## Биография и творчество
Дженифър Грейсън е родена през 1971/72 г. в Лонг Айлънд, Ню Йорк, САЩ. Завършва с бакалавърска степен по музика от Дийн Колидж, специализира в продължение на 2 години в Музикален колеж Бъркли, и накрая получава бакалавърска степен по английски език от Молой Колидж. След дипломирането си работи като копирайтър и редактор, преди да избере да остане в къщи да отглежда децата си.
Първият ѝ роман „Autumn Getaway“ (Есенно бягство) от поредицата „Сезони на любовта“ е издаден през 2014 г.
Заедно с писателската си дейност продължава да работи и като копирайтър и коректор на свободна практика. Член е на Асоциацията на писателите на любовни романи на Америка.
Дженифър Грейсън живее със семейството си в Лонг Айлънд.

## Произведения

### Серия „Сезони на любовта“ (Seasons of Love)
1. Autumn Getaway (2014)
2. Winter Hopes (2014)
3. Spring Shadows (2014)
4. Summer Champagne (2015)

### Серия „Братя Маккинън“ (McKinnon Brothers)
1. All I Want for Christmas (2014)
Всичко, което искам за Коледа, фен-превод
2. Marrying His Best Friend (2016)
3. Love in Dublin (2017)

### Серия „Семейство Харисън“ (The Harrisons)
1. More Than You Know (2015)
2. Someone Like You (2016)
3. 'Tis the Season (2016)
4. Happily Ever After (2017)
5. Between You and Me (2017)
6. It Might Be You (2018)

### Участие в общи серии с други писатели

#### Серия „Коледа в Ню Йорк“ (Christmas in New York)
- Christmas in New York (2014)

от серията има още 3 романа от различни автори

#### Серия „Лято в Ню Йорк“ (Summer in New York)
3. His Love (2015)
от серията има още 2 романа от различни автори

### Сборници
- Burning Bright (2015) – със Стейси Агдърн, Меган Харт и К. К. Хендин